# Глевич Володимир Веніамінович
Володимир Веніамінович Глевич (нар. 20 серпня 1964, Тернопільська область, УРСР) — казахстанський футболіст та тренер українського походження, півзахисник.

## Кар'єра гравця
Володимир Глевич народився на Тернопільщині. Розпочав кар'єру у «Цілиннику». Провів у клубі 6 років, після чого перейшов до «Уральця». До переходу у ФК «Наша Кампанія» зіграв по одному сезоні у «Спартаку-Братському» та солігорському «Шахтарі».

## Кар'єра тренера
Тренував такі клуби, як «Екібастузець-Наша Кампанія», «Окжетпес» та «Аксу». У 2010—2012 роках та у 2015 році тренував дубль «Астани». З 2016 року тренував студентську футбольну команду СФК Університет Назарбаєва.

## Досягнення
- Перша ліга Казахстану
  -  Бронзовий призер (2): 1997, 2000

- Найкращий бомбардир Першої ліги Казахстану: 1997